# アンドレアス・トルキルドセン
アンドレアス・トルキルドセン (Andreas Thorkildsen、1982年4月1日 - )は、ノルウェーの陸上競技選手。2004年アテネオリンピック、2008年北京オリンピックを連覇したやり投の金メダリストでもある。これはノルウェー選手としてメルボルンオリンピックのエギル・ダニエルセン以来48年ぶりの金メダルであった。さらに、2008年の北京オリンピックではオリンピック新記録の90m57をマークし、2連覇を達成した。また、2009年の世界陸上競技選手権ベルリン大会では世界選手権で初優勝を飾った。元世界ジュニア記録（83m87）保持者でもある。

## 主な実績
| 年度 | 大会                               | 場所                         | 結果 | 記録  |
| ---- | ---------------------------------- | ---------------------------- | ---- | ----- |
| 2000 | 世界ジュニア陸上選手権             | サンティアゴ（チリ）         | 2位  | 76m34 |
| 2003 | 世界陸上選手権                     | パリ（フランス）             | 11位 | 77m75 |
| 2004 | オリンピック                       | アテネ（ギリシャ）           | 1位  | 86m50 |
| 2004 | IAAFワールドアスレチックファイナル | モンテカルロ（モナコ）       | 2位  | 82m52 |
| 2005 | 世界陸上選手権                     | ヘルシンキ（フィンランド）   | 2位  | 86m18 |
| 2005 | IAAFワールドアスレチックファイナル | モンテカルロ（モナコ）       | 2位  | 89m60 |
| 2006 | ヨーロッパ陸上選手権               | イェーテボリ（スウェーデン） | 1位  | 88m78 |
| 2006 | IAAFワールドアスレチックファイナル | シュトゥットガルト（ドイツ） | 1位  | 89m50 |
| 2006 | IAAF陸上ワールドカップ             | アテネ（ギリシャ）           | 1位  | 87m17 |
| 2007 | 世界陸上選手権                     | 大阪（日本）                 | 2位  | 88m61 |
| 2007 | IAAFワールドアスレチックファイナル | シュトゥットガルト（ドイツ） | 2位  | 85m06 |
| 2008 | オリンピック                       | 北京（中国）                 | 1位  | 90m57 |
| 2008 | IAAFワールドアスレチックファイナル | シュトゥットガルト（ドイツ） | 2位  | 83m77 |
| 2009 | 世界陸上選手権                     | ベルリン（ドイツ）           | 1位  | 89m59 |
| 2011 | 世界陸上選手権                     | 大邱（韓国）                 | 2位  | 84m78 |

## 年度別自己ベスト
- 1999年 - 72m11
- 2000年 - 77m48
- 2001年 - 83m87
- 2002年 - 83m43
- 2003年 - 85m72
- 2004年 - 86m50
- 2005年 - 89m60
- 2006年 - 91m59
- 2007年 - 89m51
- 2008年 - 90m57
- 2009年 - 91m28
- 2010年 - 90m37
- 2011年 - 90m61
- 2012年 - 84m72
- 2013年 - 84m64
- 2014年 - 80m79